# Décès en 1069
Décès
- 1065
- 1066
- 1067
- 1068
- 1069
- 1070
- 1071
- 1072
- 1073

Cette page dresse une liste de personnalités mortes au cours de l'année 1069 :

## Jour connu
- fin janvier : Robert de Comines, noble flamand et comte de Northumbrie.
- 18 février : Raimbaud de Reillanne, archevêque d'Arles.
- 28 février : Abbad II, roi de Séville.
- 27/28 avril : Magnus II de Norvège, roi de Norvège.
- 11 septembre : Ealdred, archevêque d'York[1].
- 26 octobre : Dedo III, margrave de Lusace, assassiné[2].
- 8 décembre : Galéran III de Meulan, vicomte de Meulan.
- 24 décembre : Godefroy II le Barbu, ou Godefroi II d'Ardenne, duc de Basse et de Haute-Lotharingie.

## Jour inconnu
- Bertram de Verdun, noble de la famille de Verdun.
- Eskil de Tuna, missionnaire anglo-saxon.
- Étienne de Cluny, cardinal français.
- Godefroid II de Basse-Lotharingie, duc de Haute-Lotharingie, de Basse-Lotharingie, margrave (marquis) d'Anvers et comte de Verdun.
- Gui de Brionne, ou Gui de Bourgogne, noble français.
- Jean II d'Amalfi, duc d'Amalfi (en).
- Odon de Toul, 39e évêque de Toul.
- As-Soghdi, juriste de Transoxiane.
- Tilopa, maître bouddhiste.

## Date incertaine (vers 1069)
- Gytha Thorkelsdóttir, noble anglo-saxonne.
- Ralph l'Écuyer, seigneur de Gaël en Bretagne et comte de Norfolk et Suffolk (ou d'Est-Anglie) en Royaume d'Angleterre.

## Crédit d'auteurs
- Cet article est partiellement ou en totalité issu de l'article intitulé « 1069 » (voir la liste des auteurs).